# Oscar de Céspedes
Amado Oscar de Céspedes y Céspedes (Bayamo, Oriente, Cuba, 9 de julio de 1847 – Puerto Príncipe, Camagüey, Cuba, 29 de mayo de 1870), fue un abogado y militar cubano del siglo XIX. Miembro del Ejército Mambí. Hijo de Carlos Manuel de Céspedes, padre de la nación cubana. 

## Orígenes y primeros años
Amado Oscar de Céspedes y Céspedes, nació el 9 de julio de 1847, en Bayamo, Oriente, Cuba. 
Hijo del terrateniente y abogado cubano Carlos Manuel de Céspedes y su primera esposa (y prima), María del Carmen de Céspedes y del Castillo. 
La familia se mudó a la ciudad de Manzanillo, en 1852. Oscar estudió sus primeros grados en dicha ciudad. Posteriormente, estudió el bachillerato en La Habana y luego ingresó en la Facultad de Derecho de la Universidad de La Habana. 

## Guerra de los Diez Años
El 10 de octubre de 1868, estalló la Guerra de los Diez Años (1868-1878), primera guerra por la independencia de Cuba. 
Carlos Manuel de Céspedes, padre de Oscar, fue el principal líder del alzamiento independentista y fue elegido primer presidente de la República de Cuba en Armas en la Asamblea de Guáimaro, en abril de 1869. 
Oscar, tomado por sorpresa en La Habana mientras ocurría el Grito de Yara, tomó la decisión de exiliarse en los Estados Unidos, para regresar a Cuba en la primera expedición armada que desembarcara en la isla. 
Tras varios intentos fallidos, Oscar logró desembarcar, junto a un grupo de hombres, el 19 de enero de 1870, por la playa de un lugar llamado “Covarrubias”, entre Manatí y Puerto Padre, Las Tunas. 
Perseguidos por tropas enemigas y habiendo sufrido algunas bajas, Oscar y los expedicionarios sobrevivientes lograron arribar al campamento del presidente Carlos Manuel de Céspedes, pocos días después. 

## Matrimonio y muerte
Oscar se enamoró y se casó con su prima Manuela Rita de Céspedes y López Chávez, hija de su tío paterno, el General Francisco José de Céspedes y del Castillo. Esto ocurrió a mediados de mayo de ese año. 
Amado Oscar y Manuela Rita se encontraban de luna de miel, en plena manigua, cuando fueron sorprendidos por tropas enemigas. Apresado, Oscar fue llevado de inmediato a la Ciudad de Puerto Príncipe (actual Camagüey). 
Conminado a escribir a su padre para que se rindiera, Oscar se negó rotundamente, por lo cual fue fusilado en dicha ciudad, el 29 de mayo de 1870, a los 22 años de edad. 
Tras este suceso, el Capitán General español Caballero de Rodas, dirigió una misiva a Carlos Manuel de Céspedes, conminándolo a deponer las armas, a cambio de la vida de su hijo, cosa que Céspedes rehusó. Por este gesto, Carlos Manuel de Céspedes recibió el  título de “Padre de la Patria”. 
- Datos: Q56844071
- Multimedia: Amado Oscar de Céspedes / Q56844071